# Creu termenal del cementiri
La Creu termenal del cementiri és una creu de terme de Sant Quirze de Besora (Osona) situada davant del cementiri municipal i al costat de la carretera de Sant Quirze de Besora a Vidrà.
Sembla que antigament es situava al capdamunt del carrer de les Roques i al costat de l'antic camí ral de Sant Quirze a Santa Maria passant pel costat del recinte de les muralles. Consta d'un base de planta circular esglaonada mitjançant un esglaó de pedra picada i un sòcol també de pedra però amb un diàmetre més petit que sosté un fust (arbre) octogonal que sosté la llanterna. Aquest element correspon amb la part que sustentaria la creu, avui desapareguda i de la que es conserva el forat o encaix. La decoració de la part de la llanterna és vegetal. Està construïda amb pedra picada buixardada. Sembla que ha estat molt restaurada o fins i tot reconstruïda.